# Merycoidodon
Merycoidodon (del grec meryx, 'remugant', oides 'aparença de', 'similar a' i odon, alterat del grec odous, 'dent') és el gènere que dona nom a una família extinta d'artiodàctils, Merycoidodontidae. La seva taxonomia és complicada.